# قيثارة سومرية

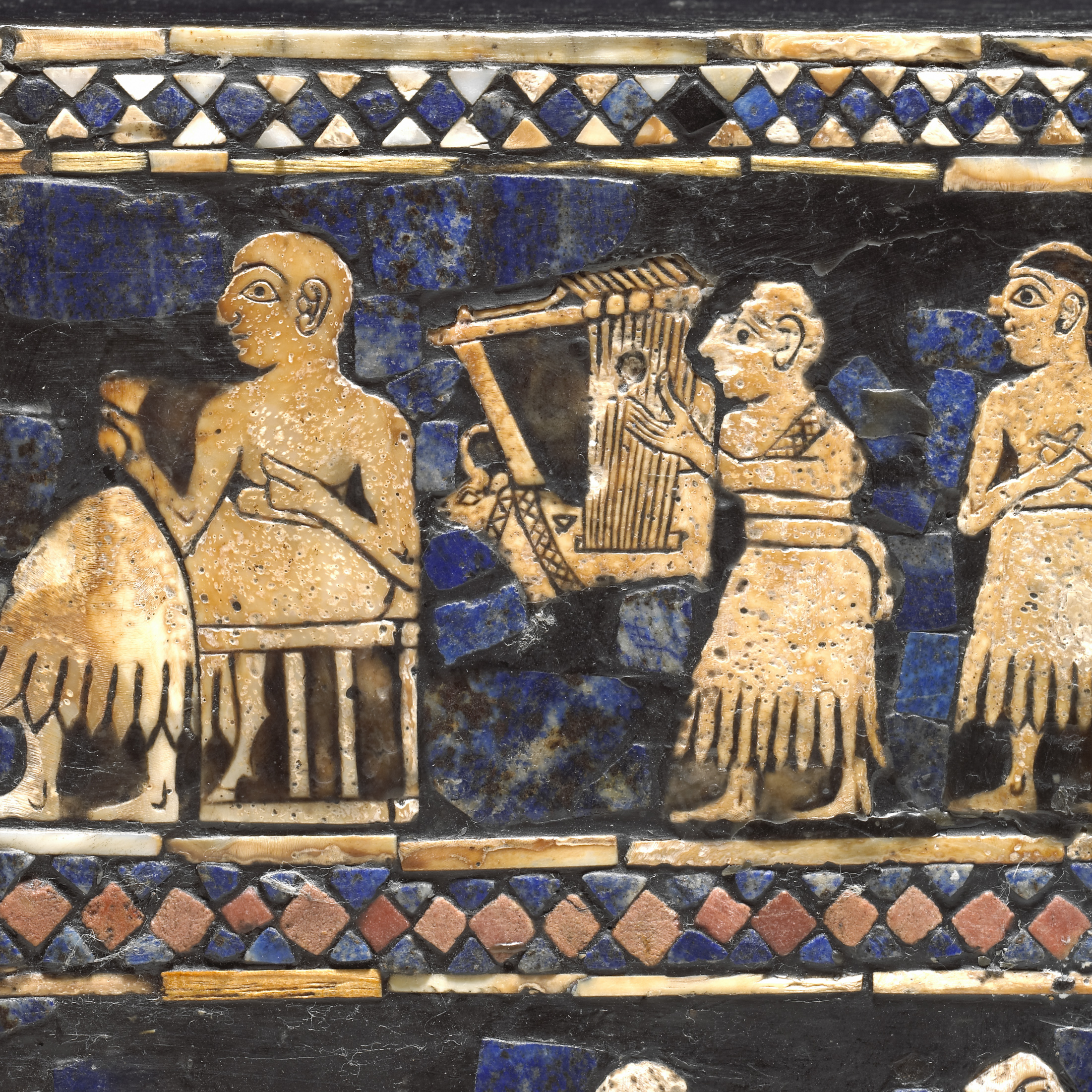
شخص يحمل قيثارة مرسوم في لوحة الحرب والسلم السومرية.

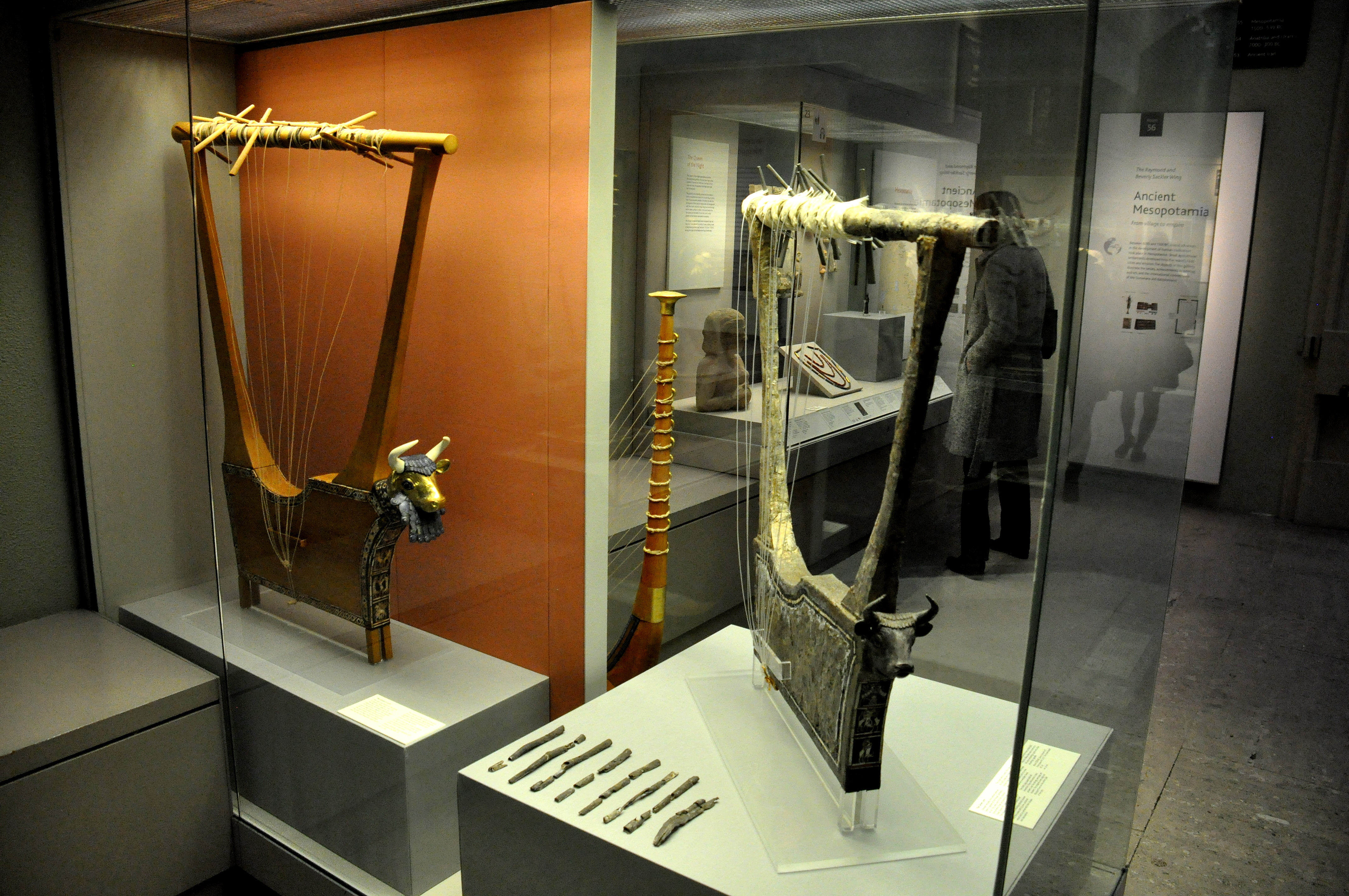
القيثارات التي تم إكتشافها في المقبرة الملكية في أور في المتحف البريطاني في لندن في المملكة المتحدة.

القيثارة السومرية

القيثارة السومرية (تعرف أيضاً باسم قيثارة سومر أو قيثارة أور)، هي آله موسيقية ذات أوتار، وتعدّ بأنهاأقدم الآلات الوترية الموسيقية في التاريخ، في سنة 1929 إكتشفها الباحث البريطاني ليونارد وولي في مقبرة أور الأثرية في جنوب العراق، وقد أكتشفت 3 قيثارات في المقبرة في الحفريات التي جرت هناك ما بين سنة 1922 و1934 وكانت واحدة منها تحتوي على رأس ثور وكان يعود قدمها إلى حوالي 4500 ق م، تبين هذه القيثارات أن الموسيقى كان شئ قيّم في بلاد الرافدين وقد كانت تستخدم من أجل إنشاد تراتيل الآلهة. وقد أكتشف ليونارد وولي أيضاً عدة جثث لنساء وكان في أيديهن بقايا أوتار القيثارات وإطارات لها، كما إكتشف قطع ذهبية وفضية ملصقة فيها.
وجدت القيثارة السومرية في أور في جنوب بلاد الرافدين في مقبرة الملكة شبعاد، وترجع إلى زمن الملكة بو آبي شبعاد 2450 ق.م. وقد تم العثور عليها في عام 1929م، وهي متواجدة في متحف الآثار العراقي (قاعة السومريات) في بغداد، ويرجع الفضل في اكتشافها إلى المنقب ولي في القبر رقم 1237.

## مكوناتها
تتكون القيثارة السومرية من صندوق صوتي مصنوع من خشب الارز طوله من الأسفل 65 سم وأرتفاعه 33 سم وسمكه 8 سم، ولها ساقان خشبين ممتدان إلى الاعلى مغلفان بشرائط ذهبية ومطعمان بقطع مثلثة الشكل من أحجار مختلفة وملونة، بنهاية قمتيهما يستقبلان حامل الاوتار وهو أنبوب خشبي مدور نصفه الأمامي مكسو بالفضة طوله متر واحد و37 سم.
تتضمن القيثارة أحد عشر وتراً مثبتة إلى الأعلى بمسامير ذات رؤوس ذهبية، وهي بالكامل مطعمة بالذهب والصدف، يزين مقدمتها رأس عجل ملتحٍ من الذهب.

## علاقة القيثارة بالثور
اختلفت الآراء في سبب اختيار وضع رأس الثور على مقدمة القيثارة؛ فقد افترض عالم الآثار الموسيقية شتاودر أن الثور كان مقدساً لدى شعب ما بين النهرين منذ القدم وكانوا يزينون حتى تيجان الملوك به لذا قاموا بوضعه على مقدمة القيثارة.

أما الدكتورة هارتمان فرأيها هو أن الثور كان في السابق رمزا للألوهية.

لكن رأي الدكتور فوزي رشيد والذي استند به إلى الربط بين ما وجد في النصوص المسمارية وهو أن تقديم القرابين وخصوصاً إذا كان القربان ثوراً كان يُرافَق بعزف على القيثارة لأجل تهدئة الثور، ولأن العملية تتضمن ذبح الحيوان (الثور)، لذا فالعلاقة أصبحت شبه وثيقة.

لكن الدكتور صبحي أنور صبحي رشيد يعدّ الرأي أعلاه غير وارد مطلقاً لعدة دلائل، ويقول بأن العلاقة بين رأس الثور والقيثارة ما هي إلا علاقة دينية كانت معروفة انذاك في زمن السومريين القدامى.

## القيثارتان الذهبية والفضية
تم العثور في المقبرة الملكية للملكة شبعاد على قيثارات عديدة ولكن أهمها هما قيثارتان ذهبية وفضية.

أما الفضية فهي متواجدة في المتحف البريطاني.
وإثر غزو العراق، تعرض المتحف العراقي للنهب والسلب (يوم 12/4/2003)، وكان من بين ما نهب القيثارة الذهبية، وتعرضت للتحطيم والتكسير، ولكن تم إعاة تجميعها من جديد. وحسب أقوال مدير المتحف تمت استعادتها وإعادة ترميمها وهي الآن معروضة في المتحف بعد أن أعيد افتتاحه من جديد.

## الأوصاف
قيثارة موسيقية، ذات 11 وتر مطعّمة بالصدف والذهب، ويزين مقدمتها رأس عجل ملتحٍ من الذهب، ولوح مطعّم بالصَدَف، وجدت في أور وترجع إلى زمن الأميرة شبعاد نحو 2450 ق . م.

## معرض صور

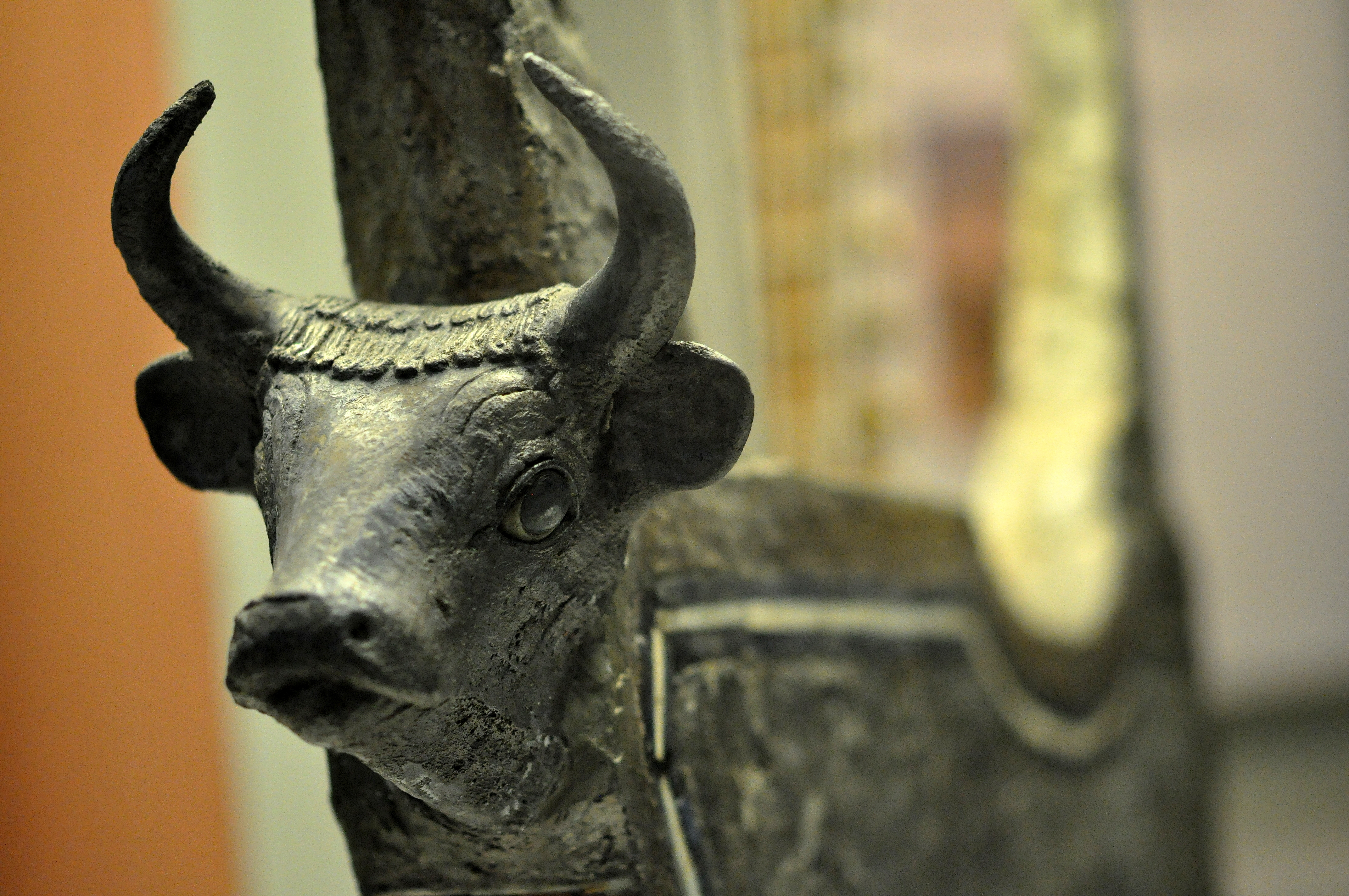
رأس البقر من القيثارة الفضية ، من حفرة الموت العظمى في المقبرة الملكية في أور ، جنوب بلاد ما بين النهرين ، العراق. المتحف البريطاني ، لندن
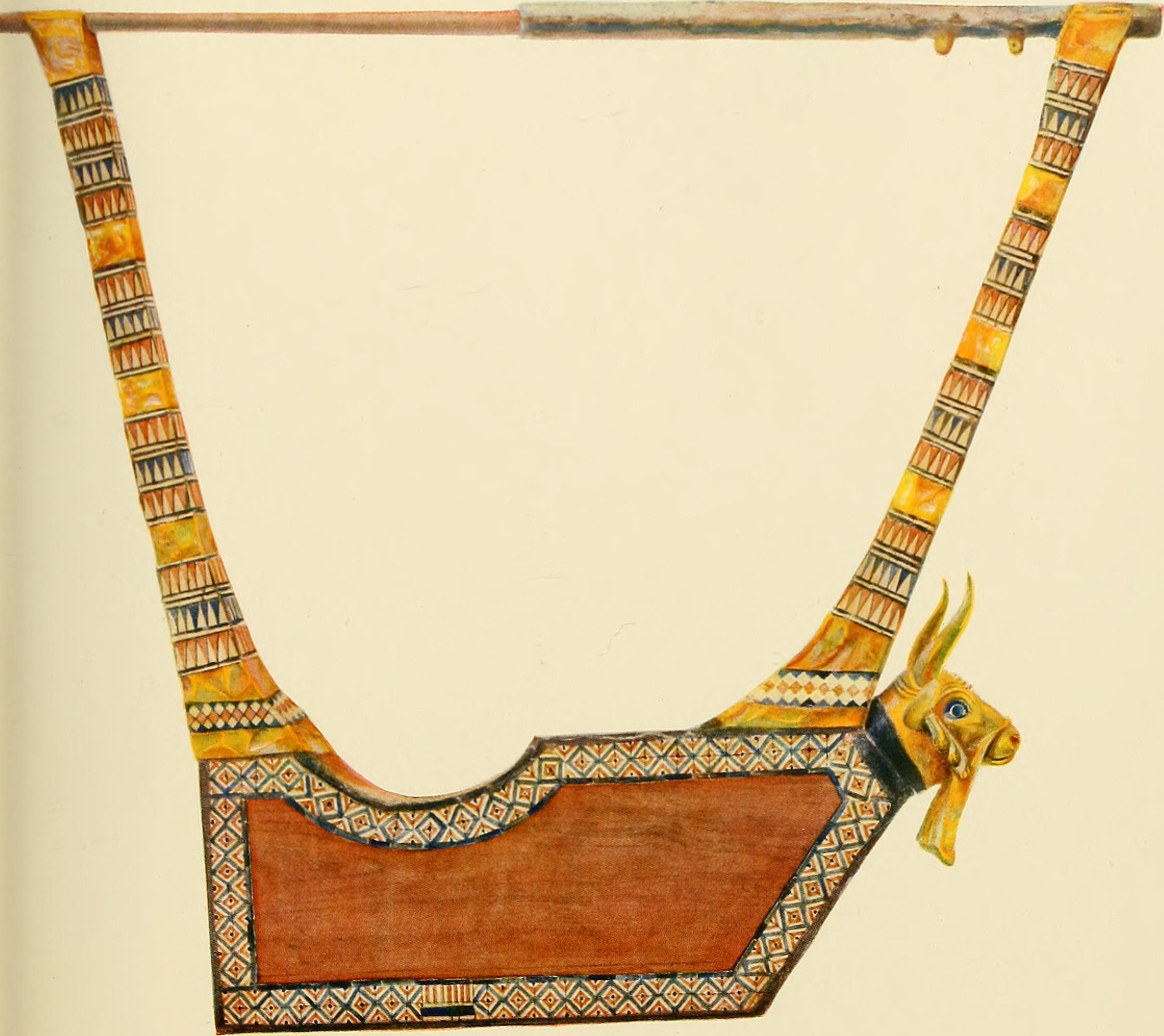
قيثارة الملكة من سجل وولي المنشور
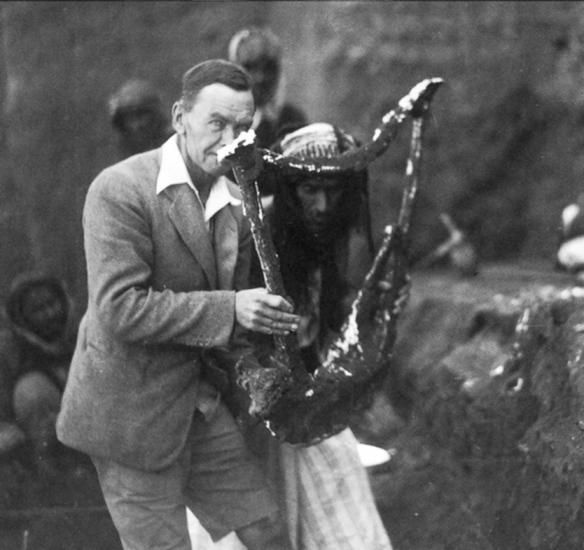
ليونارد وولي يحمل القالب الجصي المتصلب لقيثارة الملكة السومرية، 1922